# 13e régiment de dragons parachutistes
Das 13e régiment de dragons parachutistes (oder 13e RDP) ist ein Fallschirm-Fernspähregiment der „Forces spéciales“ (Spezialkräfte) des französischen Heeres, seit 2002 dem Commandement des forces spéciales terrestres (Kommando der Land-Spezialkräfte) in Pau unterstellt.

## Aufstellung und signifikante Änderungen
- 4. Oktober 1676: Aufstellung des Regiments « de gentilhommes »[a 2] im Languedoc durch den Marquis de Barbezières zu 22 Kompanien zu je 60 Dragoner.[2]
- 1714: Umbenennung in Régiment des dragons de Goesbriand. Eingliederung des „Régiment de Parpaille dragons“ und von Teilen des „Régiment de Gauchez dragons“ und „Régiment de Chatillon dragons“ am 3. Oktober.
- 12. Dezember 1724: Umbenennung in Régiment de dragons de Condé[3]
- 1744: Umbenennung in Régiment de Bartillat dragons[4]
- 1774: Umbenennung in Régiment de Comté-de-Provence dragons, und noch im gleichen Jahr in Régiment de dragons de Monsieur.
- 1791: Umbenennung in 13e régiment de dragons (ci-devant de Monsieur)
- 1793: Umbenennung in 13e régiment de dragons
- 1815: Auflösung
- 1855: Wiederaufstellung als Régiment de dragons de l'Impératrice der Garde impériale.
- 1870: Umbenennung in 13e régiment de dragons
- 1936: Umwandlung in ein Panzerregiment mit Somua S-35 und Hotchkiss H-35
- 1940: Auflösung, nachdem das Regiment 90 % an Verlusten zu verzeichnen hatte
- 1944: Neuaufstellung
- 1946: Auflösung
- 1948: Neuaufstellung
- 1952: Umwandlung in ein Fallschirmregiment mit der Bezeichnung 13e régiment de dragons parachutistes
- 1955: Verlegung nach Algerien und Teilnahme am Algerienkrieg bis 1961
- 1963: Garnison in Dieuze. Umwandlung in ein Fernspähregiment
- 2011: Verlegung in das „Camp de Souge“ in Martignas-sur-Jalle (Département Gironde)

## Mestres de camp/Colonels/Chefs de brigade
Mestre de camp war die Rangbezeichnung für den Regimentsinhaber und/oder den tatsächlichen Kommandanten. Sollte es sich bei dem Mestre de camp um eine Person des Hochadels handeln, die an der Führung des Regiments kein Interesse hatte (wie z. B. der König oder die Königin), so wurde das Kommando dem Mestre de camp lieutenant (oder Mestre de camp en second) überlassen. Die Bezeichnung Colonel wurde von 1791 bis 1793 und ab 1803 geführt, von 1793 bis 1803 verwendete man die Bezeichnung Chef de brigade. Ab 1791 gab es keine Regimentsinhaber mehr.

### Ancien Régime
| I. | II. | III. |
| --- | --- | --- |
| - 1676: Marquis de Barbezières - 19. August 1678: Gaston Paul de Cassagnet, Comte de Tilladet de Firmacon (gefallen) - 9. August 1692: Mestre de camp Jacques de Cassagnet de Tilladet, Marquis de Firmacon (Bruder des vorigen) - 26. Oktober 1704: Charles François de Cassagnet, Marquis de Tilladet de Firmacon (Neffe des vorigen), - 16. Oktober 1708: Michel Louis de Cassagnet de Tilladet de Firmacon, comte d’Estaffort (Bruder des vorigen) | - 1. März 1710: Marquis de Foix - 23. Dezember 1713: Alexis Magdelaine Rosalie duc de Chatillon. - 27. Februar 1714: Louis Vincent marquis de Goesbriand - 12. Dezember 1724: Louis Henri Auguste de Bourbon, prince de Conde, Duc de Bourbon et d’Enghien - 1738: Marquis d'Argence - 21. Februar 1740: François chevalier de Milly-Rubenpre - 14. Februar 1744: Guy Félix Pignatelli, comte d'Egmont | - 11. Juli 1753: Charles Louis René de Marbeuf, marquis de Marbeuf - 30. November 1761: Jacques Aymard de Moreton, comte de Chabrillant - 6. Juni 1763: Henri François chevalier de Montécler - 2. Februar 1774: Louis Stanislas Xavier, comte de Provence („Monsieur“), Mestre de camp lieutenant: Marquis de La Châtre-Nançay - 10. März 1788: (Mestre de camp lieutenant) Joseph François Louis Charles César comte de Damas d’Antigny |

### Revolution und Empire
| I. | II. | III. |
| --- | --- | --- |
| - 1791: Colonel Charles Francois de Malvoisin - 9. Oktober 1792: Colonel Jean-Bernard Bourg Gauthier de Murnan - 20. April 1793: Chef de brigade César Elisabeth Marguerite Chanoine de Rochmont - 25. Dezember 1796: Chef de brigade Joseph Fouques | - 4. März 1797: Chef de brigade Dominique Mansuy Roget baron de Belloquet - 30. Juni 1799: Chef de brigade René Gabriel Levasseur, (ab 1803 Colonel) - 25. Oktober 1805: Colonel Armand Louis Debroc (oder De Broc) - 1806: Colonel Pierre Victor Laroche - 1808: Colonel Arrighi - 1809: Colonel Louis-Michel Letort de Lorville | - 1810: Colonel Marie Antoine, vicomte de Reiset - 29. März 1813: Colonel Marie Frédéric Mouginot - 28. November 1813: Colonel Jean Sylvestre Johannes - 22. Juni 1814: Colonel Comte Adrien d’Astorg - 21. April 1815: Colonel Jean Baptiste Saviot |

Colonels die als Kommandanten in dieser Periode gefallen sind oder verwundet wurden:
- Colonel de Broc: Verwundet in der Schlacht bei Austerlitz am 2. Dezember 1805
- Colonel Reiset verwundet: im März 1810, am 11. und am 15. August 1812
- Colonel Monginot: Verwundet am 22. August 1813 und am 8. September seinen Verletzungen erlegen

Anzahl der Offiziere, die zwischen 1805 und 1815 verwundet wurden oder gefallen sind:
- Gefallen: 7
- An den Verwundungen gestorben: 1
- Verwundet: 54

### Restauration
- 6. Februar 1814: Colonel Pierre Joseph comte de Ligniville

### 2. Republik und Zweites Kaiserreich
- 22. Mai 1856: Colonel François Stanislas Crespin.
- 7. März 1861: Colonel Louis Eugène Léonce comte Pajol
- 18. Februar 1865: Colonel Félix Massue
- 19. Dezember 1868: Colonel Simon Antoine Eugène Sautereau-Dupart

### 3. Republik
- 1870: Lothe
- 24. April 1871: Colonel Denis Eugène Alfred Barrault de la Motte.
- 27. Mai 1876: Colonel Louis Joseph Armand Elzéar Alban de Villeneuve-Barguemon.
- 5. Dezember 1878: Colonel Georges Humann
- 11. Juli 1882: Colonel Jean Louis Léon Letenneur
- 29. Januar 1883: Colonel Gustave Frédéric Lacoste de Lisle
- 15. April 1890: Lieutenant-colonel commandant Arthur Marie Joseph Bouassier de

Bernouis
- 29. Dezember 1890: Colonel Jacques Henri Jean de Ganay
- 9. Juli 1893: Colonel Théodule Alfred Meriadec de Cleric
- 2. März 1898: Colonel Paul Frédéric Emmanuel Durand de Villers
- 1. Oktober 1902: Colonel Angèle Edmé Raoul Simon Thil
- 24. Juni 1906: Colonel Charles Prosper François Labit
- 31. Dezember 1910: Colonel Pierre Henri Jehan de la Tour

#### Erster Weltkrieg
- 1. August 1914: Colonel Alexandre Henri Marie de Laccercamplong
- 5. Januar 1915: Colonel Marius Hippolyte Ferdinand Larroque
- 10. Oktober 1918: Lieutenant-colonel Jean Joseph Vuillier

#### Zwischenkriegszeit
- 15. Januar 1919: Lieutenant-colonel Jean Emile Oscar Bouchez
- 25. April 1919: Colonel Jean François Henri Gustave de Gail
- 25. März 1920: Colonel Auguste Joseph Edouard Dugue Mac Carthy
- 22. September 1920: Colonel Georges Patissier
- 28. Juli 1923: Colonel Jean Marie Roger Cadiot
- 6. August 1925: Jean Léonce Perrot du Varnay
- 6. März 1931: Colonel Jean Baptiste Théodore Bret
- 7. März 1934: Colonel Marie André de la Forgue de Bellegarde
- 2. Oktober 1935: Colonel Frédéric Jean Marie Bizot-Espiard[a 4]
- 23. November 1936: Lieutenant-colonel commandant Jean Marie Isengart
- 6. Februar 1939: Lieutenant-colonel Jean René Marie Juin de Baissé

#### Zweiter Weltkrieg
- 1939 und 1940: Lieutenant-colonel Juin de Baissé
- 1944: Georges Lesage

### 4. Republik
- 1948: Henry
- 1952: Roland
- 1954: Eric Audemard d'Alançon
- 1956: Pallu

### 5. Republik
| I. | II. | III. |
| --- | --- | --- |
| - 1958: Pottier - 1960: du Serech d'Aurimont de Saint-Avit - 1961: Dunand-Henry - 1963: de Courson de la Villeneuve - 1965: d'Harcourt - 1967: Bizard - 1969: Morbieu - 1971: Renaud - 1973: Faivre - 1975: Heux | - 1993: Fleury - 1995: Lebel - 1977: Bichon - 1979: Gomart (Sein Sohn kommandierte das Regiment 2003.) - 1981: Ferron - 1983: Baleyte - 1985: Marin - 1987: Guy Huchet de Quénetain - 1989: Clément - 1991: de la Tousche | - 1997: Didier Bolelli - 1999: Lassalle - 2001: Chandouineau - 2003: Gomart - 2005: Liot de Nortbecourt - 2007: Toujouse - 2009: Pinczon du Sel - 2011: Le Segretain du Patis - 2013: Philippe de Montenon - 2015: Colonel Lancrenon - 2017: Colonel Yves Jézéquel |

## Einsatzgeschichte

### Holländischer Krieg
1676: Bei der Armee in Flandern
1677 bis 1678: Unter dem Kommando von François de Créquy mit der Armee in Deutschland
1679: Reduzierung auf vier Kompanien zu je 144 Dragoner
- 1681: Einnahme von Casal

### Reunionskrieg
- 1683: im Feldlager an der Saar
- 1684: Kämpfe in Flandern

### Pfälzischer Erbfolgekrieg 1688 bis 1697
1688: Mit der Armee am Rhein und an der Mosel, kämpfe bei Freiburg im Breisgau
1690: Unter dem Kommando von Nicolas de Catinat in Italien, Teilnahme an der Schlacht bei Staffarda am 18. August, Gefecht am Schüss
1691: Verlegung nach Flandern zur Armee von Maréchal de France François-Henri de Montmorency-Luxembourg
1692: Mit vier Escadrons kämpfte das Regiment in der Schlacht bei Steenkerke, der Kommandant Mestre de camp Marquis de Fimarcon ist hier gefallen.
1693/1694: Kämpfe in Flandern, Belagerung von Huy (Belgien), Schlacht bei Neerwinden, Belagerung von Charleroi (mit drei Escadrons – 12 Kompanien zu je 40 Dragoner), Einnahme von Dixmuide und Dieuze, Belagerung von Brüssel
1695: an der Maas,
1696: in Flandern
1697: Verlegung mit 16 Kompanien zu je 30 Dragonern zur Armee in Italien unter dem Kommando von Nicolas de Catinat

### Spanischer Erbfolgekrieg 1701 bis 1714
1701/1702: Überwältigung von Cremona am 31. Januar 1702, in der sich das Korps auszeichnen konnte, Schlacht bei Luzarra am 15. August unter dem Kommando von Louis II. Joseph de Bourbon, duc de Vendôme (12 Kompanien zu je 100 Dragoner)

### Kamisarden
1703/1704: Kämpfe unter Claude-Louis-Hector de Villars in den Cevennen gegen die Kamisarden

### Spanischer Erbfolgekrieg
1704: Zurück in Italien unter das Kommando von Vendôme.
1706: Schlacht bei Calcinato, Einnahme von Asti, Schlacht bei Turin
1707: im Camp des Sablons
1712: Mit der Armee im Piemont. Gefecht bei Villa Noveta
1713: Unter Villars in Deutschland, Belagerung von Landau und Freiburg im Breisgau
1716: Reduziert auf 8 Kompanien zu je 30 Dragoner

### Krieg der Quadrupelallianz
1719: Verstärkt auf drei Escadrons mit 12 Kompanien, Verlegung zur Armee nach Spanien unter James Fitzjames, 1. Duke of Berwick. Belagerung von Pontarabie, San Sebastián und La Seu d’Urgell.
1722: Garnisonen in Lothringen
1727: Im Camp de la Sambre

### Polnischer Thronfolgekrieg
1733: Aufstockung auf vier Escadrons mit 16 Kompanien zu je 35 Dragoner, davon 10 zu Fuß. Mit der Armee von Berwick am Rhein.
1734: Belagerung von Philippsburg Gefecht bei Ettlingen und Gefecht bei Klausen

### Österreichischer Erbfolgekrieg
1741/1742: Kämpfe in Flandern
1743: Unter Noailles mit der Armee in Deutschland (5 Escadrons mit 15 Kompanien). In der Schlacht bei Dettingen wurde das Regiment vernichtet.
1744: Wieder aufgestellt mit der Armee in Flandern unter dem Maréchal de Saxe, bei der Belagerung von Menen und Ypern
1745: Teilnahme an der Schlacht bei Fontenoy, Einnahme von Gent, Belagerung von Dendermonde, Ostende, Ath Brüssel und Namur.
1746: Teilnahme an der Schlacht bei Raucoux
1747: Belagerung von Bergen op Zoom
1748: Belagerung von Maastricht. Nach Kriegsende erfolgte die Reduzierung auf zwei Escadrons (12 Kompanien – acht beritten, zwei zu Fuß – zu je 30 Dragoner)
11. Juli 1753: Personalstärke bei der Übergabe des Regiments an Charles Louis René marquis de Marreuf: vier Escadrons zu je vier Kompanien zu je 40 Dragoner einschließlich der Offiziere

### Siebenjähriger Krieg
- 1756: Garnison in Paramé
- 11. April 1758: Gefecht bei St. Caast
- 1759 bis 1762: Patrouillendienste an der Küste der Bretagne Im gleichen Jahr auf vier Escadrons zu je vier Kompanien reduziert

- 1772: Die Stärke des Regiments lag bei 3 Escadrons zu je 4 Kompanien, zusammen 384 Mann und 288 Pferde.
- 20. Februar 1774: Das Regiment übernahm die Bezeichnung « Dragons de Monsieur » und wurde auf Nummer 7 in der Rangliste der Armee gesetzt.
- 1776: Bestand: 4 Escadrons zu je 100 Dragoner, dazu eine Depotescadron und eine Escadron „Chasseurs à cheval“ (Jäger zu Pferde, am 29. Januar 1779 wieder ausgegliedert)
- 1788: Bestand: 3 Escadrons zu je 2 Kompanien zu je 3 Offiziere und 91 Mann
- 1790: Beteiligung an der Niederschlagung der Meuterei in Nancy
- 1791: Regimentsstärke: 3 Escadrons, zu je 2 Kompanien (28 Offiziere, 411 Reiter, 420 Pferde). Ein Detachement war in die Flucht nach Varennes verwickelt.

### Kriege der Revolution und des Kaiserreichs
- 1792: Mit der Armee von Charles-François Dumouriez in der Kanonade bei Valmy. Eine Escadron stand bei der Verteidigung von Thionville. Dann in der Schlacht bei Jemappes und im Gefecht bei Vouziers.
- 1793: Regimentsstärke: 4 Escadrons zu je 2 Kompanien zu je 100 Reiter. Einsatz im Gefecht bei Aldenhoven und in der Schlacht bei Neerwinden. Danach Rückkehr nach Valenciennes.
- 1794: Bei der Armee du Nord unter Jean-Charles Pichegru (im Mai mit 4 Escadrons, 857 Mann, 455 Pferden). Gefecht bei Grave am 19. September, Belagerung von Bois le Duc, Einnahme von Breda am 24. Dezember, bei der der Brigadier Gaignard eine feindliche Standarte erbeuten konnte.[a 5]
- 1795: Einsatz zur Niederschlagung des Aufstandes der Vendée. Hier macht sich das Regiment durch seine Humanität einen guten Namen.
- 1796: Abgestellt zur „Armée des Côtes de l’Océan“ (Armee der Ozeanküste), dann im September zur Armée de Rhin et Moselle (Rhein- und Moselarmee) kommandiert. Mit 50 Offizieren, 900 Dragonern und 650 Pferden Teil der Reservekavallerie von Général François Antoine Louis Bourcier
- 1797: Mit der „Armée de Rhin et Moselle“ unter Jean-Victor Moreau. Rheinüberquerung bei Diersheim am 20/22. April, in der sich das Regiment auszeichnen konnte. Der Sous-lieutenant Desgarennes und der Maréchal des logis Thony konnten jeder eine feindliche Fahne erbeuten. Gefecht bei Haslach.
- 1798: Mit der Armée d’Helvétie (Helvetische Armee) unter dem Kommando von Guillaume-Marie-Anne Brune
- 1799: Mit der „Armée d’Helvétie“ unter dem Kommando von André Masséna im Scharmützel bei Luzius-Steig am 7. März, im Gefecht bei Frauenfeld am 25. Mai, und bei Rapperschweyl am 2. Juni. Teilnahme an der Ersten Schlacht um Zürich, der Zweiten Schlacht um Zürich am 25./26. September.
- 1800: Im linken Flügel der Armée du Rhin unter Moreau. Regimentsstärke: Vier Escadrons, 1094 Reiter. Einsatz im Gefecht bei Frgelhurst am 24. April, bei der Belagerung von Ingolstadt und in der Schlacht bei Hohenlinden.
- 1801 bis 1804: Garnison in Brüssel, Valenciennes, Amiens, Bapaume und weiteren Orten.
- 1805: Eingeteilt unter Joachim Murat zur Kavalleriereserve der Grande Armée. Blockade von Ulm im September/Oktober, in Memmingen am 13. Oktober. Gefecht bei Eselsberg an der Traun am 2. November, und bei Amstetten am 5. November. Einmarsch in Wien am 13. November. Gefecht bei Lachwitz am 15. November und bei Latkin am 20. November. Schlacht bei Austerlitz, in der sich die Einheit auszeichnen konnte.

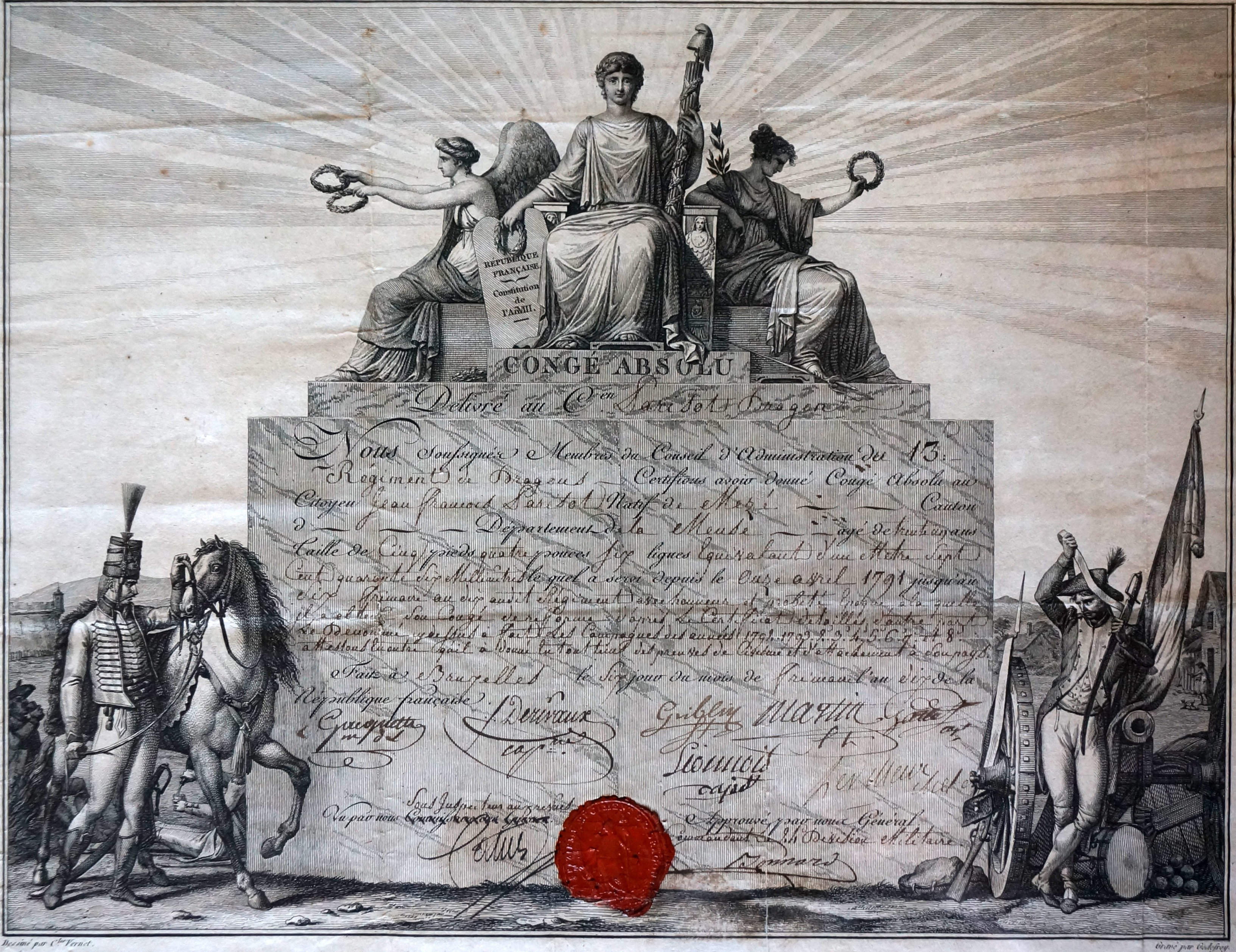
Dokument über die dauerhafte Beurlaubung des Bürgers Jean-François Parisot im Regiment (6 frimaire An X – 27. November 1801).

- 1806: Feldzug in Preußen und Polen. Schlacht bei Jena, Einmarsch in Berlin am 29. Oktober, Gefecht bei Zednitz und bei Boitzenburg am 26. Oktober, bei Prenzlau am 27. Oktober und bei Anklam am 31. Oktober. Mit der 5. Dragonerdivision im Gefecht bei Nasielak am 24./25. Dezember, in der Schlacht bei Pultusk am 26. Dezember in dem sich das Regiment auszeichnen konnte und bei Ostrolenka am 28. Dezember.
- 1807: In vorgeschobener Stellung bei Monsewo, Gefechte bei Ostrów Wielkopolski am 3. Februar, bei Ostrolenka am 19. Februar, bei Shimane und Nogbos am 19. und 25. März, bei Ortelsburg am 26, 27. März und 14. April bei Norwana am 12. Mai und bei Miszenitz am 29. Mai.

- 1808: Verlegung zur Armee nach Spanien.

Abgestellt zur Reservekavallerie unter Jean-Baptiste Bessières in der 5. Dragonerdivision. In oder bei Burgos am 16. Dezember.
- 1809: Kämpfe gegen die Engländer, Scharmützel bei Prieros am 3. Januar, Villafranca am 4. Januar und La Corogna am 16. Januar. Einnahme von Ferrol am 26. Januar. Mit der Armee in Portugal unter Nicolas Jean-de-Dieu Soult mit der Teilnahme an den Gefechten bei Ribadabia, Werin und Guironda, Einnahme von Chavès und Oporto am 29. Januar, Gefechte bei Abuzara und Valencia. Im Mai Rückzug nach Ourense, Gefecht am Monte Furado am 12. Juni und bei Marida am 11. August.
- 1810:In der 4. Dragonerdivision der „Armée d’Andalousie“ (Andalusienarmee) unter Soult, Feldzug nach Alcántara im Juli.
- 1811: Kämpfe gegen die Guerillas der Mancha (in den Provinzen Cordue und Jaén)
- 1812: In der Zentrumsarmee von König Joseph Bonaparte, Verlustreiches Gefecht bei Alcázar de San Juan am 25. März. Evakuierung von Madrid, Gefecht bei Roses am 1. August. Zu diesem Zeitpunkt befand sich die 4. Escadron bereits in Danzig.

Teilnahme am Russlandfeldzug 1812 mit dem Einsatz in der Schlacht bei Borodino.
- 1813: Beim Feldzug in Deutschland im 3. Kavalleriekorps unter dem Kommando von Jean Toussaint Arrighi de Casanova, Einsatz in der Völkerschlacht bei Leipzig
- 1814: Feldzug in Frankreich, Schlacht bei Vauchamps, Gefecht bei Mormant, Gefecht bei Saint-Dizier

Während der Ersten Restauration wurde mit Befehl vom 1. Mai 1814 das Regiment in „Régiment des Dragons de Condé“ umbenannt und erhielt die Ranglistennummer 8 der Armee. Es bestand aus 4 Escadrons zu je zwei Kompanien zu je 78 Reitern.
Während der Herrschaft der Hundert Tage wurde es per Befehl vom 1. Mai 1815 wieder zum „13e régiment de dragons“.
Zugeteilt war es der Brigade Burthe, in der Dragonerdivision Stroltz im Kavalleriekorps von Rémy-Isidore Exelmans
- Schlacht bei Ligny
- Gefecht bei Perwez am 17. Juni
- Schlacht bei Wavre unter dem Kommando von Emmanuel de Grouchy am 18. Juni

Auf dem Rückweg nach Paris, dabei ein letztes Gefecht bei Vélizy am 1. Juli 1815.
Am 6. Dezember 1815 wurde das Regiment in Saintes aufgelöst.

### 1815 bis 1855
Deaktiviert.

### Second Empire
Am 20. Dezember 1855 wurde die Aufstellung eines „Régiment des dragons de l'Impératrice“ mit der Kaiserin Eugenie als Regimentsinhaber befohlen. Es war zur Einstellung in die Kaiserliche Garde bestimmt. In Dienst gestellt wurde es durch Kaiser Napoleon III. am 1. Juli 1856 zu sechs Escadrons, deren Mitglieder aus allen Kavallerieregimentern ausgesucht wurden.
- 1859: Einsatz im Sardischen Krieg mit vier Escadrons in der Schlacht bei Solferino.

- 1. Januar 1866: Reduzierung auf fünf Escadrons
- 6. Februar 1867: Wieder auf sechs Escadrons verstärkt

### Deutsch-Französischer Krieg
Am 1. August 1870 wurde das „Régiment de dragons de l’Impératrice“ mit vier Escadrons zu je 90 Reiter zur „Armée du Rhin“ (Rheinarmee) abgestellt. Zusammen mit dem Régiment de lanciers (Colonel de Lathieulade) bildete es die 2. Brigade (Général de France). Zusammen mit der 1. Brigade (Général Halna du Frétay), der 3. Brigade (Général du Preuil) und zwei Batterien vierpfünder Kanonen bildeten sie die „Garde-Kavalleriedivision“ unter dem Kommando von Général Desvaux. Diese Division war der Kaiserlichen Garde unter dem Kommando von Charles Denis Bourbaki in der 2. Armee von Maréchal François-Achille Bazaine zugeteilt.
Am 28. Juli 1870 lag das Regiment unter dem Kommando von Colonel Sautereau-Dupart in Metz.
- Schlacht bei Mars-la-Tour, in der der Regimentskommandant in einer Attacke durch zwei Lanzenstiche verwundet wurde und der Lieutenant-colonel Boby de la Chapelle gefallen ist.
- Schlacht bei St. Privat

Zusammen mit den anderen Regimentern der Gardekavallerie wurden die „Dragons de l’Impératrice“ bei der Belagerung von Metz eingeschlossen. Bis zur Kapitulation am 27. Oktober 1870 war ein Teil der Pferde an Futtermangel eingegangen, die anderen mussten geschlachtet werden, da es für die Truppe nichts mehr zu essen gab. Das Regiment geriet am 28. Oktober teilweise in Gefangenschaft. Schon zuvor war durch die Ausrufung der Republik die kaiserliche Garde aufgelöst worden. Die Reste des Regiments, die sich noch im Depot befanden, wurden dem „1er régiment de cavalerie mixte“ (1. gemischtes Kavallerieregiment) zugeteilt.
Das Depot der Ex-Gardedragoner wurde von Montélimar nach Mâcon verlegt; hier sammelten sich die Dragoner, die der Gefangenschaft entkommen waren. Es wurde das „7e régiment de Marche“ (7. Marschregiment) aus je einer Escadron des 1er régiment de dragons, des 3e régiment de dragons, des 6e régiment de dragons, des 10e régiment de dragons und einer Escadron aus den Resten der „Dragons de l’Impératrice“ gebildet. Am 10. September 1870 wurde daraus das 13e régiment provisoire de dragons aufgestellt. Es war bei der Belagerung von Paris eingesetzt.
- 4. Februar 1871: Umbenennung in „13e régiment de dragons“ mit Garnison in Mâcon, Le Creusot, dann Compiègne.

### Erster Weltkrieg
Vom Tag des Kriegsbeginns bis zum 23. Juli 1917 gehörte das Regiment zur 7. Kavalleriedivision, die mit diesem Datum aufgelöst wurde.
Gemäß dem Plan XVII gehörte diese Division zu den Truppen, die für die Verschleierung der Mobilmachung eingeteilt waren. Einsatzgebiet war die Ebene der Woëvre von Pont-à-Mousson bis Conflans im Bereich der 6. Armee.
Mit der Mobilmachung verließ das Regiment am 1. August 1914 Melun und wurde in vier Eisenbahnzügen (je einer pro Escadron) nach Sorcy (bei Rethel) verlegt, das es in der Nacht zum 2. August erreichte.
Fünf Tage später wechselte die Division zur 3. Armee. Die Kavallerie zeichnete sich am 22. August in den Ardennen aus, (Grenzschlachten) als sie die rechte Flanke der 3. Armee deckte. in der Marneschlacht kämpfte das Regiment zwischen dem 6. und 12. September bei Revigny. Wie viele der anderen französischen Kavallerieregimenter mussten die Dragoner im Herbst 1914 absitzen und zu Fuß weiterkämpfen. Das Regiment war dann in der Ersten Flandernschlacht eingesetzt.
Im Jahr 1915 hielt der Generalstab die Kavalleriedivisionen in Reserve, um sie im Falle eines Durchbruchs durch die deutsche Front einsetzen zu können. Die 7. Kavalleriedivision war jetzt dem 2. Kavalleriekorps unterstellt, das während der Schlacht im Artois (Mai/Juni 1915) und der Herbstschlacht in der Champagne sich nahe der Front befand. Eine Escadron war in den Gräben eingesetzt. Zwischen Oktober 1915 und Juli 1916 lag das Regiment in der Gegend von Prosnes. Von Juli bis November 1916 befand es sich in der Ausbildung.
Nach der Auflösung der 7. Kavalleriedivision im Juli 1917 und der Verwendung der Einheiten im Grabenkrieg kam das „13e RD“ zum 2. Kolonial-Infanteriekorps. und kämpfte in den Vogesen und im Oktober/November vor Verdun. Im September 1918 waren die Escadrons noch an den Verfolgungskämpfen bei St. Mihiel beteiligt.
Nach dem Waffenstillstand von Compiégne marschierte das „13e RD“ als Besatzungstruppe nach Deutschland und wurde im Rheinland stationiert. Im Frühjahr 1919 erfolgte die Versetzung zum 9. Armeekorps, da das 2. Kolonialkorps aufgelöst worden war.

### Zwischenkriegszeit
Nach der Unterzeichnung des Friedensvertrages 1919 kehrte das „13e RD“ nach Melun zurück und wurde der 6. Kavalleriedivision zugeteilt.
Im Jahre 1937 wurde die Einheit im Rahmen der Umgestaltung der französischen Armee in ein gepanzertes Regiment « Automitrailleuses de combat » umgewandelt. Zwei Escadrons wurden mit je 20 Panzern Hotchkiss H-35 und zwei Escadrons mit je 20 Panzern Somua S-35 ausgerüstet. Die vormalige 5. Kavalleriedivision wurde zur „2. Leichten Mechanisierten Division“ umgewandelt. Zusammen mit dem
29erégiment de dragons (Provins) bildete das „13e RD“ die „3. Leichte Mechanisierte Brigade“.

### Zweiter Weltkrieg
Das „13e RD“ gehörte bei Kriegsausbruch zur „2e division légère mécanique“, die mit der „3e division légère mécanique“ das Kavalleriekorps von Général René Prioux in der 1. Armee bildete. Am 10. Mai 1940 wurde die belgische Grenze überschritten. Gemäß den Planungen sollten die gepanzerten Einheiten den Aufmarsch der Infanterie decken. Am Abend des 10. Mai wurde Gembloux erreicht. Am 12. Mai gerieten sie in Kontakt mit Kräften der deutschen 4. Panzerdivision. Am 13. Mai griff das deutsche XVI. Armeekorps bei Hannut den Abschnitt der „3e division légère mécanique“ an. Am 14. Mai zog sich das Kavalleriekorps hinter die eigene 15. Infanteriedivision zurück, die sich gerade aufgestellt hatte. In der zweiten Maihälfte 1940 war die gesamte französische 1. Armee in Belgien eingekesselt. Das „13e RD“ konnte aus dem Kessel entkommen und wurde in Dünkirchen nach Großbritannien evakuiert. Die Fahrzeuge und die Ausrüstung blieben zurück.
Die Ausrüstung wurde dann in Dourdan gesammelt und ein gemischtes „13e/29e regiment de dragons“ aufgestellt. Die Ausstattung wurde mit allem ergänzt, was sich in den Depots, Ausbildungseinheiten und sogar auf den Fabrikhöfen noch finden ließ. Am 11. Juni bewegte sich dieses „Régiment mixte“ mit der zusammengeschrumpfte 2. Mechanisierte Division ostwärts nach Pacy-sur-Eure. Am 12. Juni wurde der allgemeine Rückzugsbefehl gegeben. Es fanden noch Gefechte bei Jaudrais und Senonches, am 19. bei Tours und zuletzt am 22. Juni bei La Haye-Descartes statt. Am 25. Juni 1940 trat um Mitternacht die Waffenruhe in Kraft. Da gemäß dem Waffenstillstand von Compiègne Panzer verboten waren, wurde das Regiment aufgelöst.
Die Wiederaufstellung erfolgte am 16. Oktober 1944. Die Einheit wurde im Frühjahr 1945 der Armee von Général de Larminat zugeteilt, die die deutschen Widerstandsnester in den Atlantikhäfen bekämpfen sollte. Das Regiment war an der Eroberung von Royan (Opération Vénérable), der
Île d’Oléron (Opération Jupiter), der Einkesselung von La Rochelle (Opération Mousquetaires) und der Befreiung des Pointe de la Coubre. beteiligt. Im Mai 1945 verlegte das Regiment nach Deutschland, wo es zur Besatzungstruppe in der Pfalz gehörte. Hier blieb es bis zur Auflösung am 15. April 1946. Das Personal wechselte zum 6e régiment de chasseurs d'Afrique, zum 11e régiment de chasseurs à cheval und zur „25e division aéroportée“.

### Nach 1945
Im Jahre 1952 wurde die Einheit zum Fallschirmjägerregiment und zu Beginn des Jahres 1960 letztmals umgewandelt. Ab 1954 wurde das Regiment im Algerienkrieg eingesetzt. Ab dem 1. Juli 1956 erfolgte die Unterstellung unter die 25. Fallschirmdivision, ab 1. Juli 1957 unter die 10. Fallschirmdivision. Vom 1. Mai 1961 bis zum 31. Juli 1963 gehörte es dann zur 11. Leichten Infanteriedivision, wie die anderen Regimenter der 10. und 25. Fallschirmdivision.
Ausgenommen waren das 1er régiment étranger de parachutistes, das 14e régiment de chasseurs parachutiste und das 18e régiment de chasseurs parachutiste, die am 30. April wegen der Teilnahme am versuchten Staatsstreich gegen Général de Gaulle aufgelöst wurden.

#### Umwandlung in ein Aufklärungsregiment
In den 1950er Jahren führten Überlegungen über den Kampf in einem nuklearen Konflikt zur Untersuchung über die Möglichkeiten zur Aufklärung der Feindkräfte.
Ein Jahr nach dem Manöver „Javelot II“ vom September 1954, stellte die „7e division mécanique rapide“ (7e DMR – 7. Schnelle Mechanisierte Division) während der „Éclair“ -Manöver im September 1955 6 Mann Kommandos für taktische Aufklärung in einem Gebiet von 5 km bis 20 km Tiefe auf, mit der Erwägung der Aufstellung von Offizierspatrouillen, die bis zu einer Tiefe von 30 km operieren sollten.
Auf einer Besprechung der Nachrichtenspezialisten im Oktober 1957 wurde die Aufklärung des unmittelbaren rückwärtigen Feindgebietes für die eigene Operativeplanung empfohlen. Colonel Degas, Chef des Deuxième Bureau in Baden schickt 1959 eine Mission von fünf Geheimdienstoffizieren nach Corte, um das Verhalten einer Feindzone zu untersuchen. Der Bericht des Missionsleiters Lieutenant Faivre fasste die in Indochina gewonnenen Erfahrungen der „Groupement de commandos mixtes aéroportés“ (Gemischten Luftkommandogruppen) und des 11e régiment parachutiste de choc (11. Fallschirmjäger-Stoßregiment) in Algerien zusammen. Dies galt insbesondere für den Aufbau von Verstecken, die Tarnung, dem Aufbau von Fernmeldeverbindungen und das Verhalten in einem isolierten Aufklärungstrupp.
Im April 1960 wurde durch das EMAT/2 (État-major de l'armée de terre – Oberkommando des Heers) auf Grund dieses Reports beschlossen, in Langenargen eine Fernspäh-Versuchskompanie aufzustellen. Diese „7e compagnie de commandos“ wurde von den Capitaines Fraisse und Cunty kommandiert. Die Aufgaben wurden ihr vom Général CCFFA (Commandant en chef des Forces Françaises en Allemagne) zugewiesen.
Der „Chef d'état-major de l'Armée de terre“ (CEMAT – Stabschef des Heeres) Général Le Pulloc entschied am 1. Juli 1963 die Umwandlung des „13e régiment de dragons parachutiste“ in ein Aufklärungsregiment der verbundenen Waffen. Dazu wurde die „7e compagnie de commandos“ eingegliedert.
In den Jahren 1964/65 wurden drei Übungen abgehalten. Anfangs sieben, dann 16 Aufklärungstrupps wurden zur operativen Aufklärung eingesetzt, die direkt der operativen Einsatzkontrolle eines Armeekorps unterstanden. Der Bericht von Colonel de Courson offenbarte die Schwierigkeiten von Fallschirmabsprüngen in der feindlichen Zone und die Unzulänglichkeiten der eingesetzten Funkgeräte. Der Aufwuchs des Regiments wurde im Heer aufmerksam verfolgt.
Schließlich definierte der ständige beratende Ausschuss für die „Aufklärung im Feld“ 1968 die Aufgaben des Regiments im Einsatz. Während sie 1972 auf die Aufstellung der 1. Armee wartete, beschloss die EMA, das Regiment zu aktivieren. Das „13e RDP“ wurde dann dieser Armee zur Verfügung gestellt, die zur ersten Reserve eines möglichen zentraleuropäischen Gefechtsfeldes wurde.

### Übersicht über die wichtigsten Einsätze
- Kanonade bei Valmy 1792
- Schlacht bei Hohenlinden 1800
- Schlacht bei Austerlitz 1805
- Schlacht bei Jena und Auerstedt 1806
- Schlacht bei Borodino 1812
- Erste Flandernschlacht 1914
- Schlacht um Verdun 1916
- Schlacht bei Hannut 1940
- Operation Dynamo 1940 (mit den verbliebenen Resten des Regiments)
- Algerienkrieg 1954–1962
- Mauretanien 1977
- Zaire (Schlacht um Kolwezi) 1978
- Zentralafrikanische Republik 1979 (Operation Barracuda)
- Tschad 1983–1986 (Operation Manta und Opération Épervier)
- Togo 1986
- Zweiter Golfkrieg 1990
- Ruanda 1991
- Somalia (UNOSOM II) und Kambodscha (UNTAC) 1993
- Ruanda 1994 (Opération Noroît, Opération Chimère, Opération Amaryllis und Opération Turquoise)
- Komoren 1995 (Operation Azalée)
- Zentralafrikanische Republik 1996 (Operation Almandin 2 und Operation Almandin 2bis)
- Albanien 1997 (Lotterieaufstand)
- Gabun 1998
- Mazedonien 1999
- Kosovo 1999 (Kosovokrieg)
- Afghanistan 2001, siehe auch: Französische Beteiligung am Krieg in Afghanistan
- Afghanistan 2011
- Afghanistan 2013

## Tradition

### Devise
- Die Devise des Regiments ist: « Au-delà du possible » (Über das Mögliche hinaus).
- Die Devise der 2. Escadron ist: « Encore plus loin... » (Noch weiter...)
- Die Devise der 3. Escadron ist: Saepe aquila, semper leo («Parfois aigle, Toujours lion» – Manchmal Adler, immer Löwe).
- Die Devise der 5. Escadron ist: Quod vis esse velis (« Ce que tu veux être, il faut le vouloir » – Was du sein willst, musst du auch wollen.)

### Regimentsfahne
Die Fahne trägt seit napoleonischer Zeit auf der Rückseite in goldenen Lettern den Namen der Schlachten, an denen das Regiment ehrenvoll teilgenommen hat.
- Auf dem blauen Feld:

Valmy 1792
- Auf dem weißen Feld:

Hohenlinden 1800
Austerlitz 1805
Iéna 1806
La Moskowa 1812
Ypres 1914
 Verdun 1916
AFN 1952–1962

### Auszeichnungen
Dem Regiment wurden die folgenden Auszeichnungen zuerkannt:
- Croix de guerre 1939–1945 mit einem Palmenzweig
- Croix de la Valeur militaire mit drei Palmenzweigen:

Ein erster Palmenzweig wurde am 23. November 2011 für die Durchführung der „Opération Pamir“ in Afghanistan zuerkannt
Der zweite Palmenzweig folgte am 29. August 2013 ebenfalls für den Afghanistan-Einsatz. Verbunden damit ist das Recht für die Angehörigen des Regiments die Fourragère des Croix de la Valeur militaire zu tragen.
Der dritte Palmenzweig wurde am 6. November 2014 für die Teilnahme an der „Opération Serval“ in Mali verliehen.
- Goldmedaille der Stadt Mailand für den Einsatz in der Schlacht bei Solferino  (wird nicht auf dem Fahnenband geführt)

Seit April 1959 ist ihre Kaiserliche Hoheit Alix de Foresta, Princesse Napoléon Patin des Regiments.

### Ehrenwaffen (Revolutionäre Auszeichnungen)
- Nicolas Brunon, Maréchal des logis: Ehrensäbel
- Fievre, Brigadier: Ehrengewehr
- Guillaume Gannard, Brigadier: Ehrengewehr
- Jean-Francois Laine, Brigadier: Ehrengewehr
- Claude Gondard, Brigadier: Kreuz der Ehrenlegion

## Verbleib und heutiger Einsatz

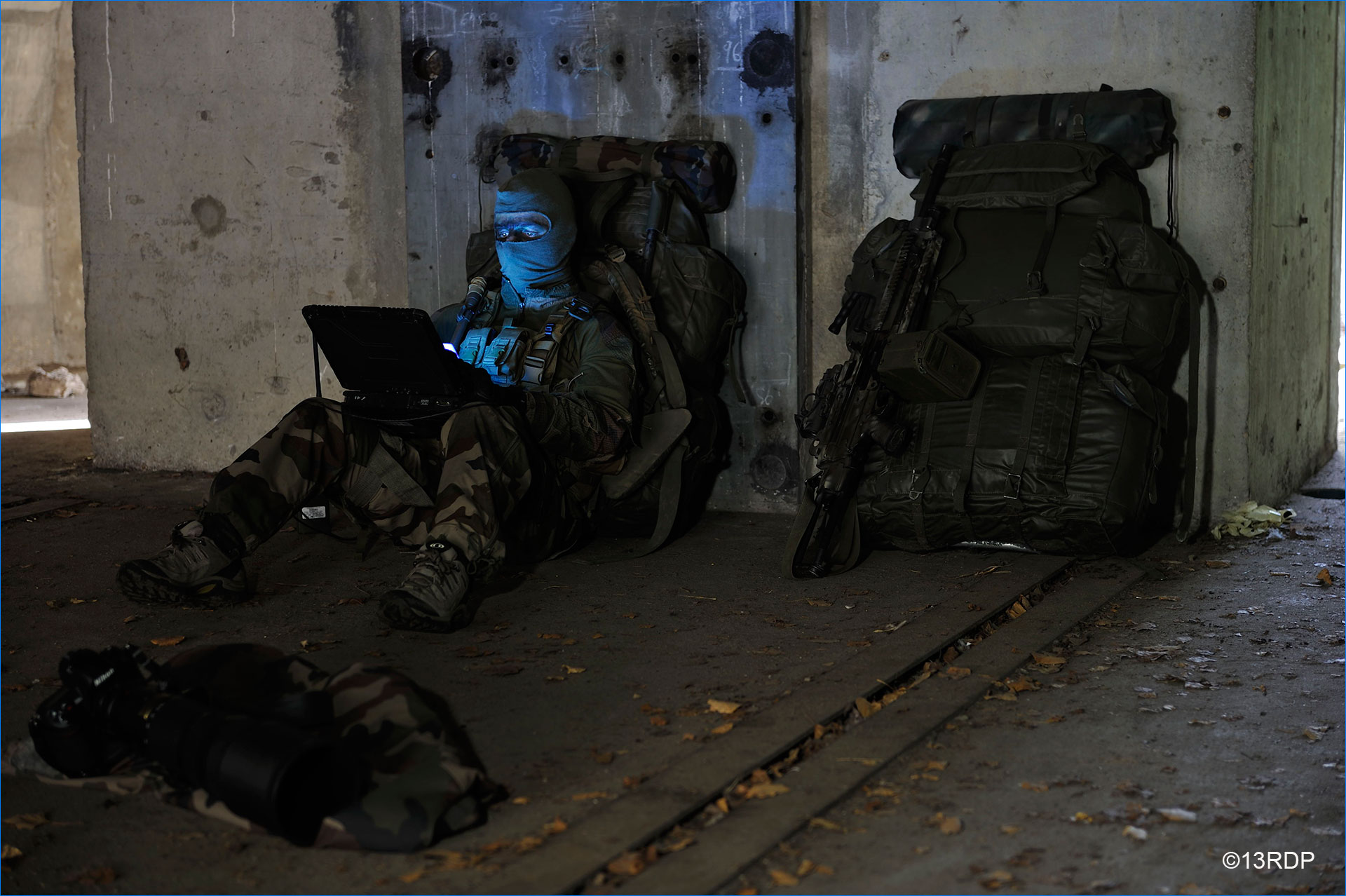
Luftlandeaufklärer bei der Arbeit

Der Verband untersteht direkt dem Generalstab der Armee über den „Directeur du Renseignement militaire“ (Direktor der militärischen Aufklärung) oder das Kommando für Spezialoperationen (Commandement des opérations spéciales).
Unterstellt ist er dem Commandement des forces spéciales Terre, zusammen mit dem 1er régiment de parachutistes d'infanterie de marine und dem 4erégiment d'hélicoptères des forces spéciales (ex DAOS).
Das Regiment hat ein über normale Fallschirmjägereinheiten hinausgehenden, weitgefächerten Einsatzauftrag, ist aber primär auf Fernaufklärung weit hinter feindlichen Linien in der tiefen operativen Gefechtszone spezialisiert sowie für die Unkonventionelle Kriegsführung.
Ihre Aufgabe ist es, Informationen zu jeder Zeit und an jedem Ort durch kleine selbständige, verdeckt operierende Aufklärungstrupps zu gewinnen, die in der Lage sind, sich nahe an entsprechenden Zielen zu positionieren, diese auszuspähen und gewonnene Informationen zu übermitteln. Für diese Art von Mission üben die Teileinheiten des „13e RDP“ das Anlegen von „Caches“, d. h. getarnte Beobachtungsverstecke am Aufklärungsort, und den Einsatz von modernen Einsatzmitteln wie Mini-Drohnen und des Zugriffs auf städtische Überwachungsmittel wie Kameras, Sensoren und Fernbeobachtung.

### Ausrüstung
Wie die anderen Einheiten des COS verwenden die Dragoner seit den 2017 als Hauptwaffe das HK416 (5,56 mm) (Ersatz für das FAMAS) für die kurze Distanz, das HK417 (7,62 mm) als Präzisionswaffe, ebenso das Maschinengewehr Minimi im Kaliber 5,56 und 7,62 mm zur Unterstützung. Faustfeuerwaffen sind die Pistole Glock 17 und HK USP SD im Kaliber 9 mm.
Die Maschinenpistole HK MP5SD wird ebenfalls eingesetzt.
Das „13e RDP“ ist mit modernster Hardware für Übertragungen, Computer- und Objektivbeobachtung ausgestattet.
Seit 2013 verfügt das „13e RDP“ über die Zelle einer ausgemusterten C-160 Transall von der Luftwaffe, um der Einheit die Möglichkeit zu geben, eine Reihe technischerAbläufe zu simulieren, zum Beispiel einen Bodenangriff.

### Verluste
Im Gefecht bei in der Levante am 23. September 2017 im Rahmen der Opération Inherent Resolve ist eine Adjutant gefallen.

## Garnisonen
Von 1963 bis 2011 war das Regiment in Dieuze stationiert. Grund dieser so weitöstlichen Stationierung war ein möglicher Konflikt mit dem Warschauer Pakt. Nach dem Ende des Kalten Krieges wurde die bisherige Aufgabe obsolet und es erfolgte die Zeit der Integrierung in das „Commandement des opérations spéciales“ (COS), dann in die „Brigade des forces spéciales terre“ (BFST).
Im Juli 2011 verlegte die Einheit in das „Camp de Souge“ in der Gemeinde Martignas-sur-Jalle. Wie die anderen Einheiten der Brigade nutzt das Regiment die „École des troupes aéroportées“ (Luftlandeschule) in Pau. Von hier aus wird die Ausbildung im Gebirgskampf (in den Pyrenäen) und der Kampfschwimmerausbildung (an der Atlantikküste oder in der Garonne) koordiniert; der Hauptteil der Ausbildung findet jedoch auf den Luftstützpunkten „Base aérienne 101 Toulouse-Francazal“ oder der „Base aérienne 125 Istres-Le Tubé“ statt.

## Gliederung
Das 13e RDP gliedert sich in neun Einheiten mit folgenden Spezialisierungen:
- Stabs- und Versorgungsschwadron (Escadron de Commandement et de Logistique)
- Verwaltungs- und Unterstützungsschwadron (Escadron Administratif et de Soutien)
- 1. Ausbildungsschwadron
- 2. Fernspähschwadron (amphibische Anlandungen und Taucher)
- 3. Fernspähschwadron (Gebirge, Wald und Dschungel)
- 4. Fernspähschwadron (Wüste)
- 5. Fernspähschwadron (Luftlandungen, MFF)
- 6. Fernmeldeschwadron
- 7. Auswertungsschwadron (Exploitation du renseignement)

Die Personal-Sollstärke lag 2014 bei 751 Angehörigen, allerdings sind die Einheiten des „Commandement des opérations spéciales“ (COS) seit 2008 ständig unterbesetzt, die Ist-Stärke lag daher in diesem Jahr bei nur 707 Regimentsangehörigen. Die Erhöhung auf 841 Soldaten bis 2019 ist allerdings vorgesehen.

## Besonderheiten
Im Jahre 1790 war das Regiment bei der Niederschlagung der Meuterei in Nancy eingesetzt.